# Pentium II
El Pentium II (8052x) és el microprocessador de Intel basat en x86 successor del Pentium Pro. És molt característic el seu format per utilitzar el sòcal Slot 1 en vertical, en comptes del clàssic format horitzontal per encapsulats ceràmics o plàstics.
Aquest nou format de processador soluciona algunes incomoditats tècniques i el distingeix dels seus competidors, que es mantenen fidels als sòcals tradicionals. Aquest sistema d'encapsulat permet al fabricant muntar un microprocessador sobre un circuit imprès en comptes d'haver-se de preocupar d'encapsular-lo tot; d'aquesta manera tots els models comparteixen un sol nucli i només es diferencien en la memòria cau de segon nivell, muntada sobre el circuit imprès (els models Celeron es distribueixen a baix cost sense els xips d'aquest tipus de memòria). A més a més, se soluciona parcialment un problema important de sobreescalfament.

## Models
| Nom clau         | Klamath    | Klamath    | Klamath    | Deschutes   | Deschutes   | Deschutes   | Deschutes   | Tonga      | Tonga      | Tonga      | Dixon       | Dixon       |
| Codi de producte | 80522      | 80522      | 80522      | 80523       | 80523       | 80523       | 80523       | 80523      | 80523      | 80523      | 80524       | 80524       |
| Tecnologia (µm)  | 0.35       | 0.35       | 0.35       | 0.25        | 0.25        | 0.25        | 0.25        | 0.25       | 0.25       | 0.25       | 0.25        | 0.25        |
| Freqüència(MHz)  | 233        | 266        | 300        | 266(66)     | 333(66)     | 350(100)    | 450(100)    | 233        | 266        | 300        | 266         | 400         |
| Voltatge         | 2.8V       | 2.8V       | 2.8V       | 2.0V        | 2.0V        | 2.0V        | 2.0V        | 1.6V       | 1.6V       | 1.6V       | 1.5-2.0V    | 1.5-2.0V    |
| Comercialització | 7/Mai/1997 | 7/Mai/1997 | 7/Mai/1997 | 26/Gen/1998 | 26/Gen/1998 | 26/Gen/1998 | 26/Gen/1998 | 7/Jun/1997 | 7/Jun/1997 | 7/Jun/1997 | 25/Gen/1999 | 25/Gen/1999 |